# Doronomyrmex kutteri
Doronomyrmex kutteri là một loài kiến thuộc họ Formicidae. Đây là loài đặc hữu của châu Âu, Đức, Thụy Điển, và Thụy Sĩ.